# Cyrillus (kráter)
Cyrillus je měsíční impaktní kráter, nacházející se na severozápadním okraji Mare Nectaris. Do severovýchodního okraje kráteru proniká o něco větší a mladší kráter Theophilus. Na jihu je další velký kráter jménem Catharina. Tyto tři krátery společně tvoří velké trio v jihovýchodním kvadrantu Měsíce. Na severozápad leží kráter Ibn-Rushd. Cyrillus je pojmenován po svatém Cyrilovi Alexandrijském, koptském papeži a teologovi ze 4. století. 

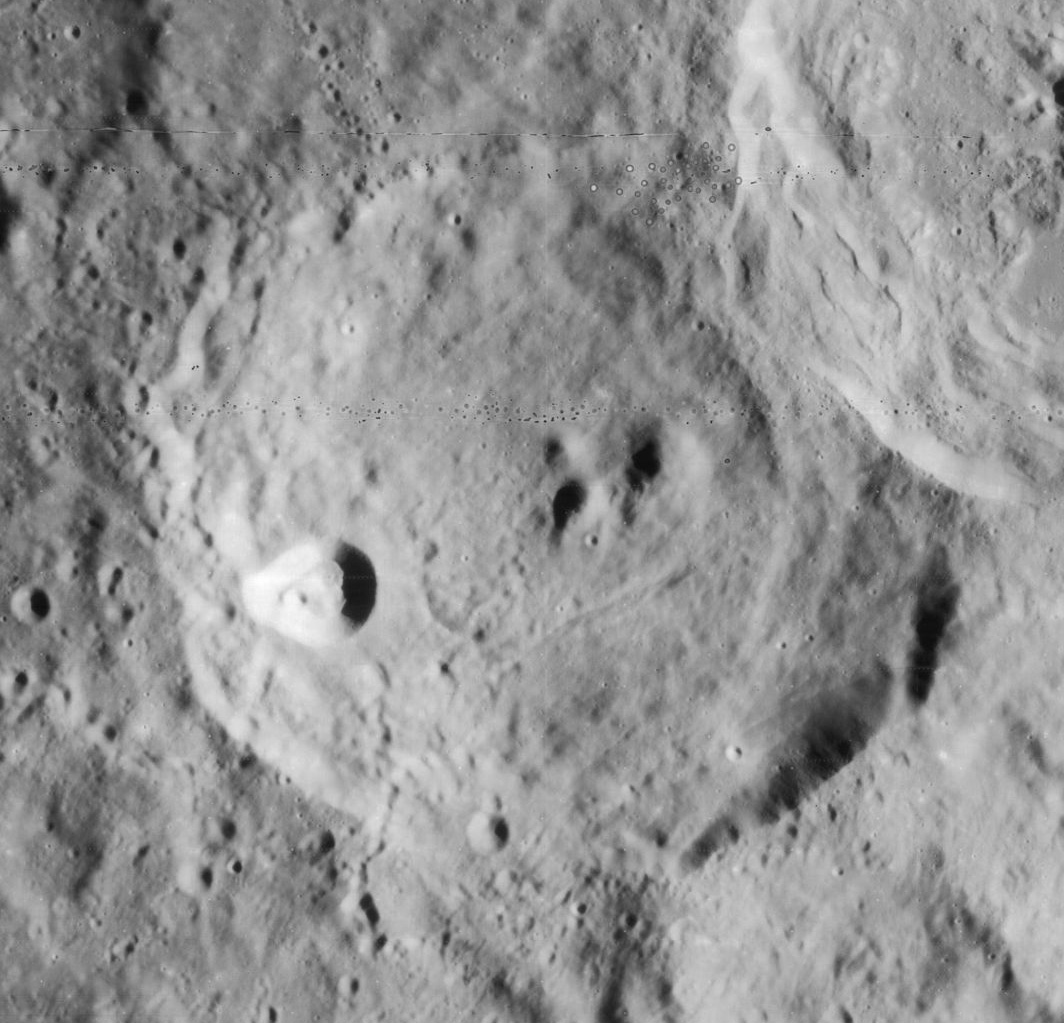

Na dně kráteru se nachází snížený centrální kopec a výrazný kráter Cyrillus A (17 km). Stěny valů kráteru zůstávají neporušené až do bodu spojení s Theophilem. Mírně na severovýchod od jeho středu se zvedají tři zaoblené kopce do výšek až 1 000 metrů nad dnem kráteru.